# Bernhard Franz Josef von Gerolt
Bernhard Franz Josef von Gerolt (* 15. September 1747 in Bonn; † 30. Januar 1828 ebenda) war ein deutscher Jurist, Politiker, Abgeordneter (Deputierter) und Gutsbesitzer auf Sternenburg bei Poppelsdorf.

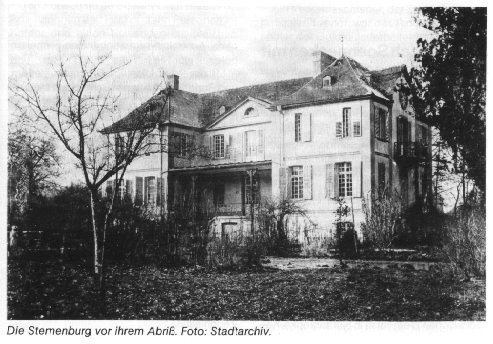
Sternenburg bei Poppelsdorf, 1908 vor dem Abriss

## Familie
Gerolt wurde als Sohn des Kurkölnischen Hofratsexpeditor Freiherr Ferdinand Franz Stephan v. Gerolt und seiner Gemahlin Helena Johanna Theresia Merzenich geboren und stammte von den Gerolt ab, denen bereits am 3. Januar 1558 in Prag das Wappen verliehen wurde und die am 16. April 1614 im Linzer Schloss in Österreich durch Kaiser Matthias geadelt wurde.
Er heiratete Anna Katharina Josepha Karoline v. Bouget, Tochter des Klemens August Bernhard v. Bouget, Kurkölnischer Hofkammerrat und Textilfabrikant in Odenkirchen, und dessen Ehegattin Anna Katharina Lindemann, die aus der hochangesehenen Familie Bouget aus Aachen und Odenkirchen stammte und mit der er zehn Kinder hatte.
Von diesen zehn Kindern ragten besonders hervor der Kölner Appellationsgerichtsrat Karl Ferdinand von Gerolt, Initiator und Mitglied des Dombauvereins, der Kreisdeputierte und spätere Bürgermeister von Linz Rudolf Jakob von Gerolt, sowie der Königlich Preußische Wirklich Geheime Rat Friedrich Joseph Karl Freiherr von Gerolt, den König Friedrich Wilhelm III. im Jahre 1830 gemeinsam mit seinen Brüdern mit dem Rittergut zur Leyen belehnte, der 1837 Geschäftsträger in Mexiko war und 1846 Außerordentlicher Gesandter und bevollmächtigter Minister in den Vereinigten Staaten von Amerika in Washington, D.C. wurde. Im Jahre 1858 wurde er in den preußischen Freiherrenstand erhoben.

## Lebensweg
Zunächst studierte Gerolt beide Rechte in Bonn und Köln und hielt sich danach zu Studienzwecken in Italien auf. Im Jahre 1770 war er als Advokat bei den Gerichten des Kurfürstentums Köln tätig, wurde im Jahr 1779 Kurkölnischer Hofrats-Sekretär-Adjunkt, 1780 Mitglied der Kurfürstlich Kölnischen Regierung und 1789 Hofrat. Von 1781 bis 1785 war er Mitglied des Illuminatenordens und im Jahre 1787 Mitbegründer der Lese- und Erholungs-Gesellschaft in Bonn, deren Vorsitzender er von 1790 bis 1793 war. Am 10. September 1790 wurde er vom Kurfürsten mit der Zensur der „Lese“ betraut. In den Jahren 1789 und 1807 belehnte ihn der Herzog von Nassau mit der Burg zur Leyen bei Linz am Rhein. Im Jahre 1793 wurde er Geheimer Hofrat und Mitglied des höchsten Appellationsgerichtes und schließlich Hoheitsreferendarius.
Zur Zeit der Angliederung der linksrheinischen Gebieten an Frankreich wurde Gerolt von Augustin Lucie de Frécine am 21. Dezember 1794 zum Präsidenten der Verwaltung des Arrondissements Bonn ernannt und wurde im Jahr 1796 Präsident der Bezirksverwaltung Bonn. Aufgrund seiner Verwandtschaft mit Johannes Jakobus Bouget wurde er am 30. September 1797 auf eigenen Wunsch entlassen. Am 6. Juni 1797 wurde er Mitglied des erneuerten Hofrats und leistete am 3. Dezember 1797 den Treueid an die Französische Republik, nahm am 22. September 1797 am cisrhenanischen Umzug teil und wurde im Dezember 1797 Mitglied der Patriotischen Gesellschaft. Ende des Jahres 1797 war Gerolt Mitglied des Obertribunals Bonn, war von 1801 bis 1813 Mitglied der Kantonalversammlung für Bonnland und wurde 1803 zum Präsidenten der Kantonalversammlung in Bonn gewählt. Am 4. Februar 1803 wurde er Regierungskommissar am Gericht erster Instanz in Bonn und am 17./18. April 1805 vom Wahlkollegium mit 64 von 90 Stimmen als Kandidat für das Corps législatif (Gesetzgebende Körperschaft) gewählt. Am 24. September 1805 wurde Gerolt zum Mitglied des Corps législatif der französischen Regierung ernannt und war von Februar 1806 bis 1811 Staatsprokurator (Procureur impérial) am Tribunal mit einem monatlichen Gehalt von ca. 275 Francs. Im Jahre 1807 wurde Gerolt Mitglied des Bezirksrats und Präsident des Stadtkantons Bonn. Im Januar 1811 verlor er die Wahl zum Kandidaten für das Corps législatif, die im April für ungültig erklärt wurde und er so im Mai wieder als Mitglied ernannt wurde.
Am 14. Februar 1811 wurde Gerolt wieder in den Arrondissementsrat gewählt und war vom 5. Mai 1811 bis 1816 wieder Staatsprokurator (Procureur impérial) beim neu bestellten Bezirksgericht Bonn und Deputierter in Paris. Am 3. Februar 1814 erhielt er eine Beurteilung durch den Maire als Legislateur zu Paris: „War ehemals geheimer Rat, und ist als tätiger, geschickter Geschäftsmann, so wie auch im Gelehrtenfache als Gerichtsfachmann bekannt. Als Deputierter gehörte er dem französischen Parlament bis zum Untergang des Kaiserreichs am 8. Juni 1814 an. Im Jahre 1827 war Gerolt Mitglied des preußischen Landtages.“

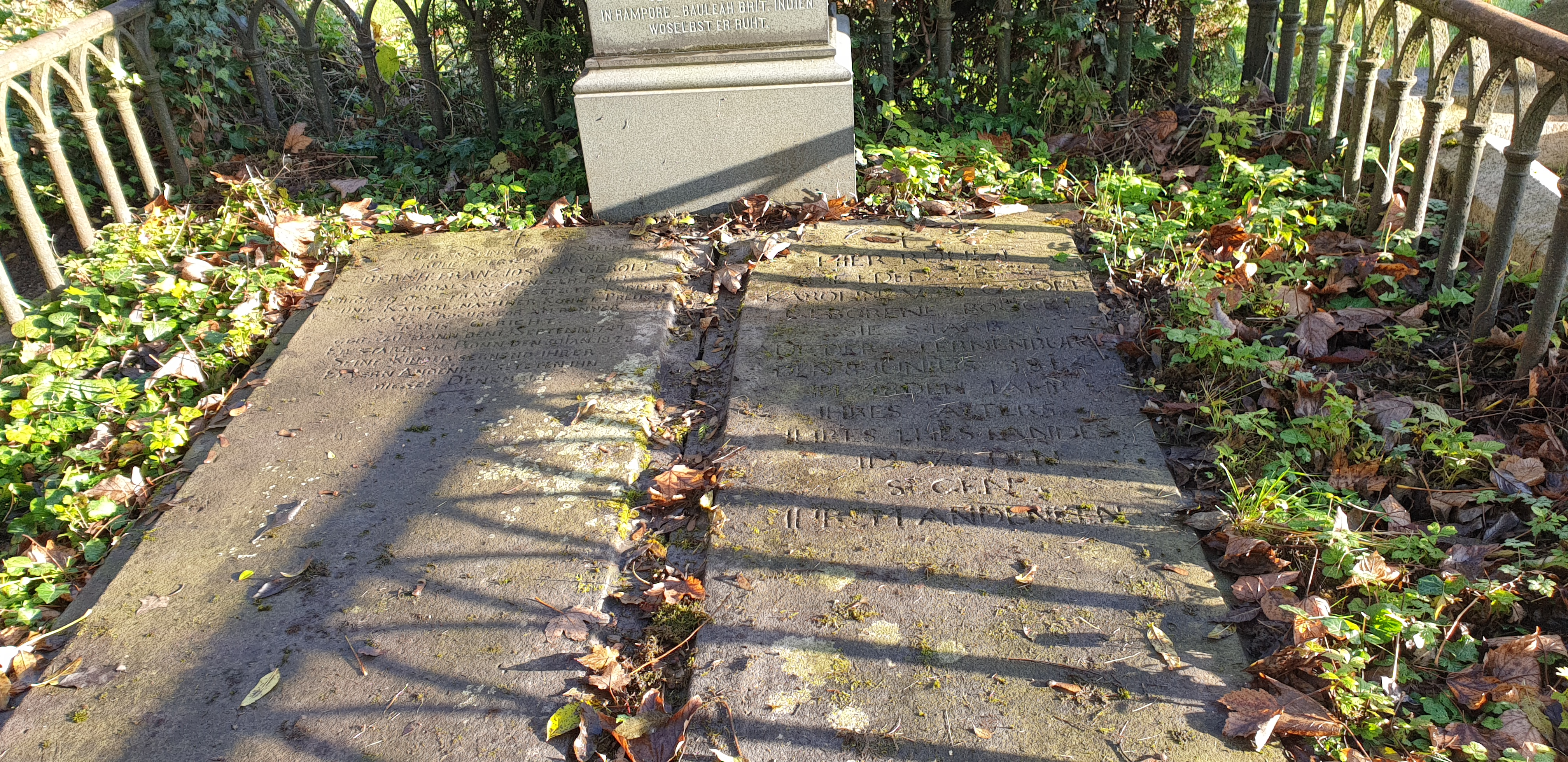
Grab von Gerolts und seiner Frau auf dem Poppelsdorfer Friedhof zu Bonn